# Nigel Goldenfeld
Nigel David Goldenfeld (Londres, 1 de mayo de 1957) es un físico y biólogo evolutivo británico radicado en Estados Unidos.

## Biografía
Se desempeña como catedrático Swanlund, profesor del Departamento de Física de la Universidad de Illinois en Urbana-Champaign (UIUC), director del Instituto de Astrobiología de la NASA para la Biología Universal, y el líder del grupo de Biocomplejidad del Instituto Carl R. Woese de Biología Genómica.
Goldenfeld es cofundador de Numerix y autor del libro de texto de 1993 "Lectures on Phase Transitions and the Renormalization Group", un libro de texto de posgrado ampliamente utilizado en física estadística.